# Scaferlati

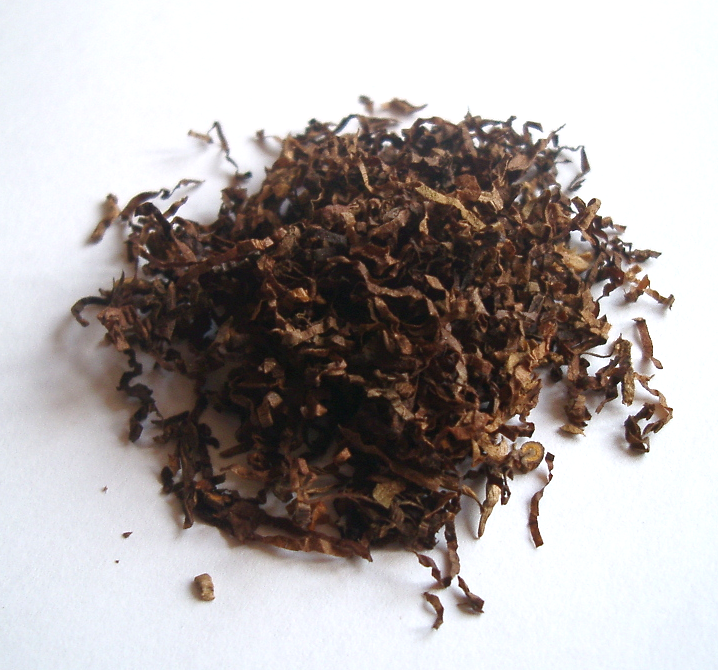
Le Scaferlati est un tabac brun de grosse coupe.

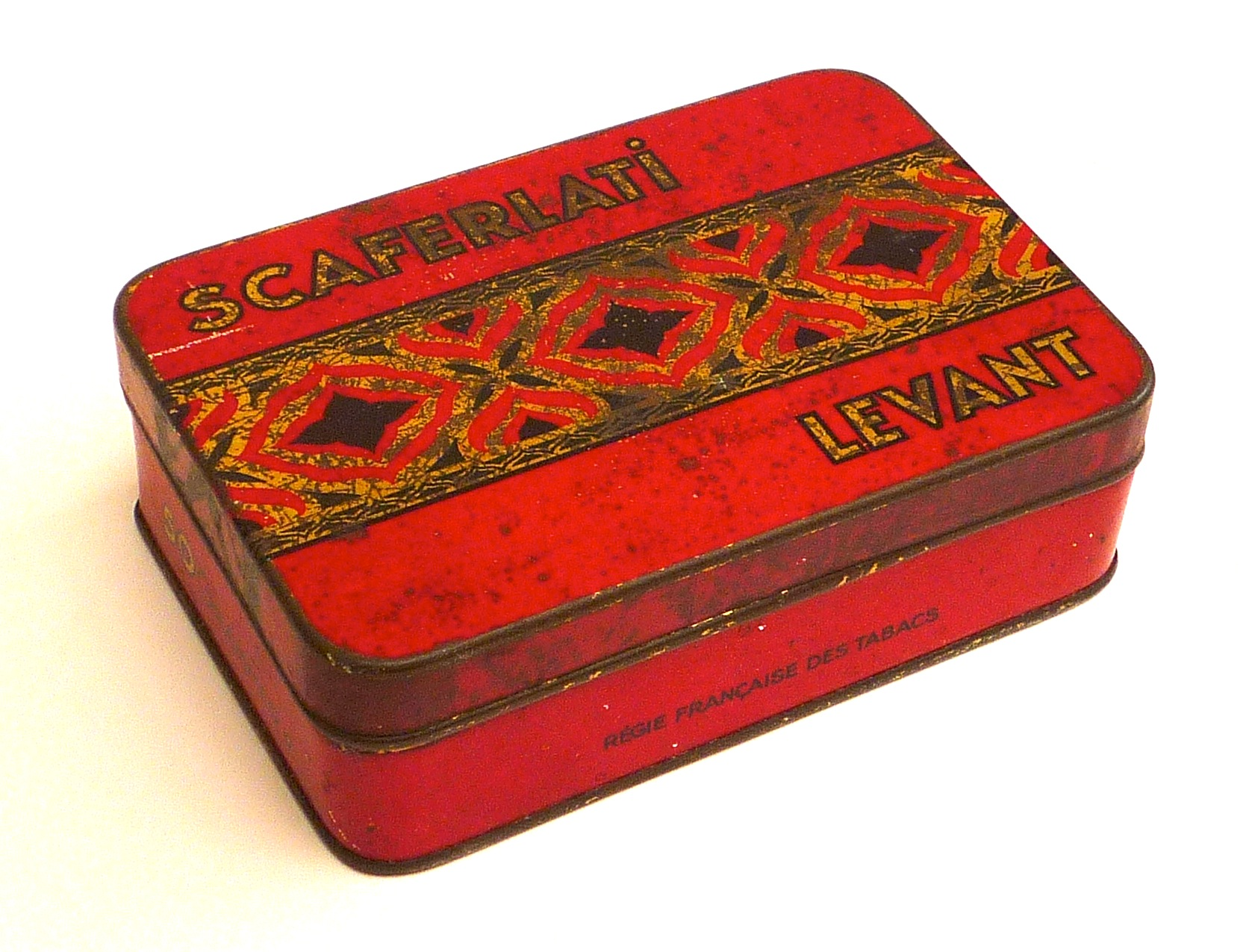
Boîte de tabac Scaferlati Levant, vers 1920.

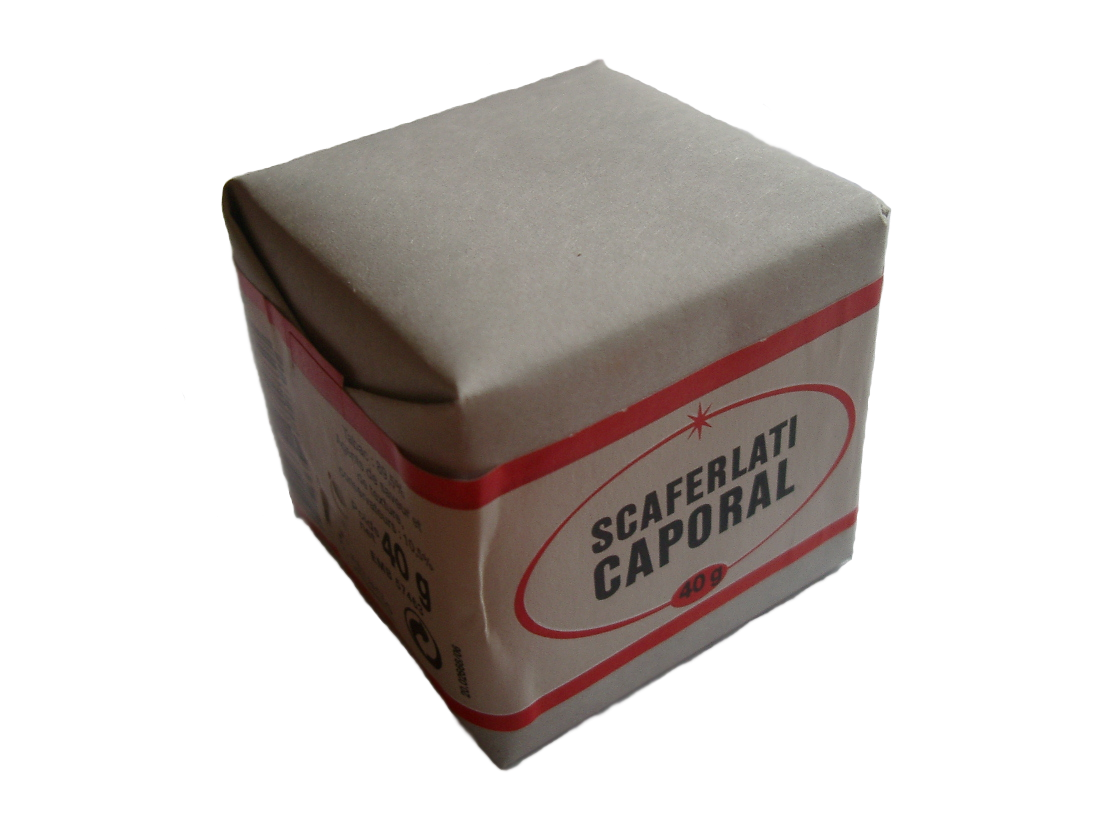
Paquet de Scaferlati Caporal « gris » tel que vendu en 2008.

Scaferlati est le nom donné au tabac finement découpé en lanières (selon un procédé unique). 
Il est de moins en moins utilisé de nos jours (les cigarettes roulées étant de plus en plus remplacées par les cigarettes industrielles), mais existe encore commercialisé sous différentes couleurs, parmi lesquelles on retrouve un scaferlati qui fut très populaire, le gris.

## Origine
L'origine du mot est incertaine et sujette à plusieurs hypothèses : Certains pensent que c'est une dénomination attribuée par les Levantins pour désigner un certain tabac turc. Cependant, la majorité tend à croire que c'est d'un ouvrier italien du XVIIIe siècle qui aurait inventé un nouveau procédé pour hacher le tabac que le scaferlati tient son nom. Le nom pourrait aussi venir d'une déformation du mot scarpelletti qui signifie petits ciseaux en italien.

## Procédé
Le Scaferlati a été comme tout tabac brun, séché à l'ombre avant d'être découpé.

« Une fois mouillés, les tabacs sont mis en masse jusqu'au moment où ils sont livrés au capsage ; on appelle ainsi l'opération qui, pour le scaferlati ordinaire, a été substituée à l'ancien écotage conservé seulement pour le scaferlati supérieur ; au capsage, les feuilles alignées à la main de façon que toutes les côtes soient bien parallèles, et réunies en ballotins, sont, en cet état, portées au hachage. »

— Journal officiel 29 nov. 1875, p. 9801, 2° col.

## Culture
Le Scaferlati a occupé une place importante dans la culture française au début du XXe siècle, surtout avec l'ascension du tabagisme au retour des guerres mondiales. On retrouve auprès de plusieurs œuvres d'artistes, la popularité du « gris » au travers des générations.

### Littérature
- Jacques Perret : Rapport sur le paquet de Gris. Éditions Aspects de la France, Paris, 1964.

### Musique
- Berthe Sylva : Du Gris (également interprété en ordre chronologique par Monique Morelli, Georgette Plana, Germaine Montero, Colette Renard, Simone Langlois, Renaud, Marie-Paule Belle, Juliette).

- Jacques Higelin demande dans sa chanson Cigarette d'être ravitaillé d'un paquet de gris[5].

### Poésie
- Maurice Betz  & Lefranc, J. (1921), Scaferlati pour troupe, Poèmes. Messein A